# N.V. Kalkmergelmaatschappij Sint-Pietersberg
De N.V. Kalkmergelmaatschappij Sint-Pietersberg was een Nederlands bedrijf dat in Zuid-Limburg actief was tussen 1916 en 1966 in de mergelwinning. Het bedrijf produceerde voor Europese steden, waaronder Straatsburg, Keulen en Parijs. De maatschappij verwerkte en verkocht mergel voor de landbouw en industrie. Mergel werd destijds door boeren gebruikt als bodemverbeteraar, maar het was vooral een grondstof voor de glasindustrie, de steenfabricage, de kunstmestfabricage en de fabricage van portlandcement. In 1927 werd in opdracht van de 'N.V. Kalkmergelmaatschappij Sint-Pietersberg' de eerste bergtunnel van Nederland gegraven, de Van Schaïktunnel.

## Geschiedenis

### 1916 - 1926
Het bedrijf werd op 5 oktober 1916 opgericht als N.V. Kalkmergelmaatschappij Sint-Pietersberg door J.T van der Zwaan en H.L. Ceulen, met als vestigingsplaats Maastricht. Het doel was in eerste instantie de verscheping van losse kalkmergel uit de dagbouwgroeve aan de westkant van de Sint-Pietersberg, in het Jekerdal, de Groeve van der Zwaan. Hiervoor werd namens H.L. Ceulen een deel van de grond die toebehoorde aan de familie Ceulen overgedragen aan de kalkmergelmaatschappij. Van der Zwaan werd directeur en bleef in deze functie actief tot 1952.

In 1919 werd voor het transport van de mergel een kabelbaan aangelegd, over de Sint Pietersberg tussen de groeve aan de westkant en aan de oostkant de maalinrichting (de “molen”) en de overslagplaats aan het kanaal Maastricht-Luik. De kabelbaan over de Sint Pietersberg bleek te duur in onderhoud en was onbewaakt waardoor risico op sabotage bestond. Een oplossing werd gevonden in een mogelijk aan te leggen tunnel, een 650 meter lange smalspoortunnel dwars door het Noordelijke gangenstelsel van de Sint Pietersberg. Ir. D. C. van Schaïk, (ook betrokken bij de kabelbaan) kreeg de opdracht om de tunnel te ontwerpen waarbij gebruik kon worden gemaakt van een deel van de bestaande gangenstelsels. De heer van Schaïk zou als gevolg nog lang verbonden blijven aan de Sint-Pietersberg. 

### 1927 - 1940

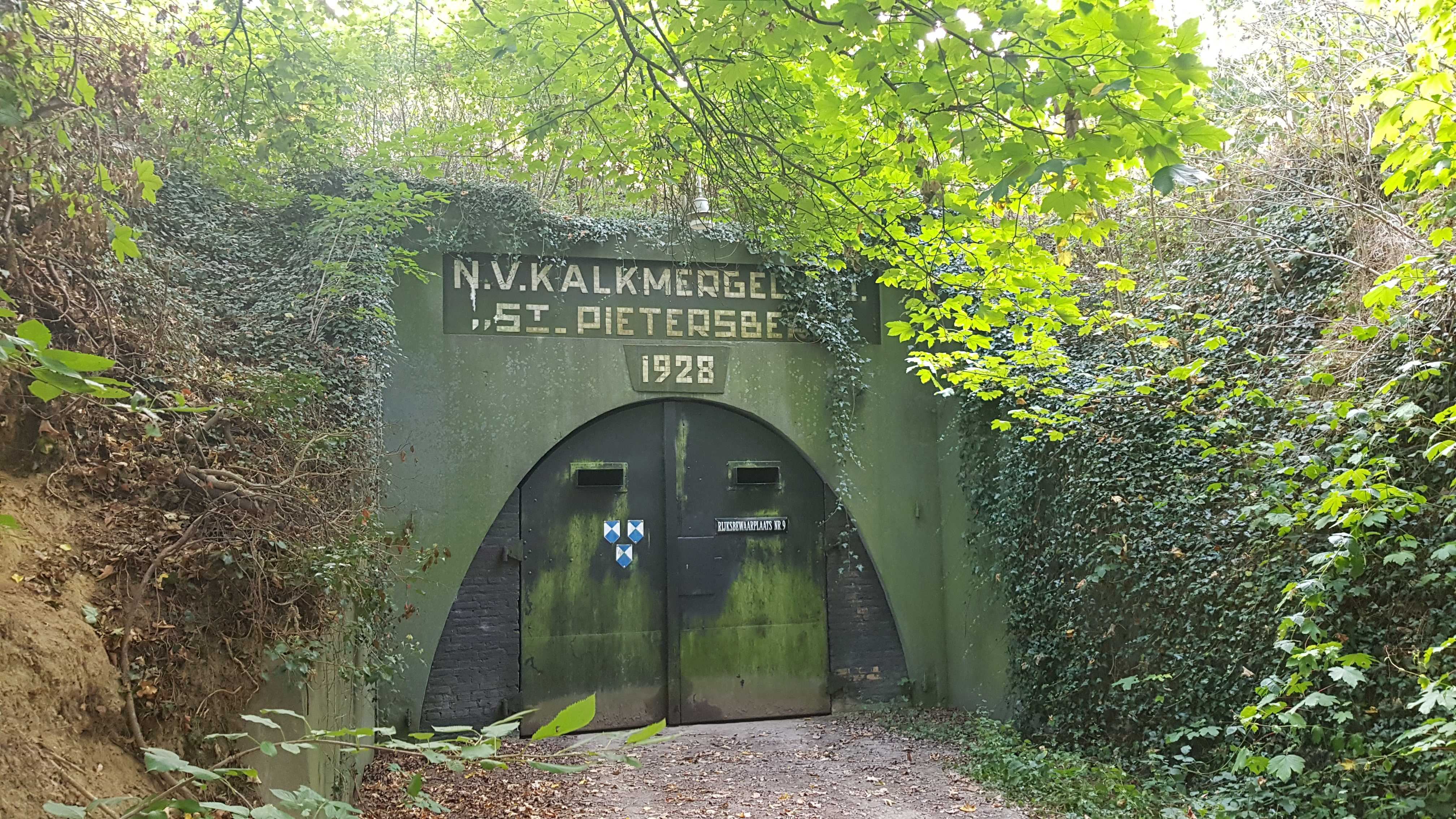
Maastricht-oostelijke ingang Van Schaïktunnel (3)

In opdracht van het bedrijf werd in 1927 gestart met het graven van de eerste bergtunnel van Nederland, door de Sint-Pietersberg. Deze tunnel, die later de Van Schaïk-tunnel zou heten, liep dwars door het Noordelijke gangenstelsel. 
Sommige tunnelgedeeltes, in de deklagen en het instortingsgebied, werden in gewapend beton uitgevoerd. Er was elektrische verlichting in de tunnel en er liepen telefoonleidingen. Natuurlijke trek zorgde voor ventilatie. De tunnelingang aan de Observantenweg kon met deuren worden afgesloten.
In 1934 werd besloten om de tunnel, die de naam kreeg Van Schaïk-tunnel en uiteindelijk 1500 meter lang was, op drie momenten kort open te stellen voor publiek, ook om hiermee geld in te zamelen voor noodlijdenden in de omgeving.
Het bedrijf produceerde op zijn hoogte punt eind jaren '30 onder andere voor de steden Straatsburg, Keulen en Parijs.

### Tweede Wereldoorlog
Van maart 1942 tot juni 1945 werd een belangrijk gedeelte van de Nederlandse kunstschatten (waaronder de Nachtwacht) van diverse musea, zoals het Rijksmuseum, het Mauritshuis en het Boymans museum, onder auspiciën van de Inspectie Kunstbescherming, ondergebracht in de tunnel (die als bijnaam de Van Schaïk-tunnel had). 
In 1941 werd vanuit de oostelijke ingang een “kluis” gebouwd, zijdelings van de tunnel op circa 200 meter vanaf de oostelijke tunnelingang. Ter beveiliging werden onder andere in de nabijheid van de toegang twee ijzeren hekken in de tunnel geplaatst.

### 1945 - 1966
In 1954 en 1955 kwam het bedrijf in het nieuws nadat in haar mergelgroeve staartwervels werden gevonden van de mosasaurus en resten van een zeeschildpad 

In 1956 besloot de provincie Limburg dat in verband met het behoud van natuurschoon het niet langer zou worden toegestaan om mergel af te graven aan de westelijke kant van de St Pietersberg. Het bedrijf ging hier nog wel tegen in beroep maar dat werd afgewezen.

In 1966 sloot het bedrijf haar deuren en later gebruikte de gemeente Maastricht de groeve als stortplaats voor gemeentelijk huishoudelijk afval. 